# Ядерне горіння кисню
Я́дерне горі́ння ки́сню — набір реакцій ядерного синтезу за участю ядер 16O, що відбуваються в надрах зір, важчих за Сонце. Горінню кисню передує ядерне горіння неону, а за ним слідує ядерне горіння кремнію. Коли ядерне горіння неону закінчується, ядро зорі стискається і нагрівається, доки не досягне температури займання для горіння кисню. Реакції горіння кисню подібні до реакцій горіння вуглецю, однак через вищий кулонівський бар'єр кисню вони мусять відбуватися при вищих температурах і густинах.

## Реакції
Ядерне горіння кисню запалюється за температур (1,5–2,6)×109 K та густин (2,6–6,7)×10 12 кг/м3. Основні реакції наведені нижче, а вказані коефіцієнти розгалуження відповідають високим температурам, коли дейтронний канал відкритий:
| {\displaystyle \mathrm {_{8}^{16}O} } | + | {\displaystyle \mathrm {_{8}^{16}O} } | → | {\displaystyle \mathrm {_{14}^{28}Si} } + α + 9.593 МеВ (34 %) |
|                                       |   |                                       | → | {\displaystyle \mathrm {_{15}^{31}P} } + p + 7.676 МеВ (56 %)  |
|                                       |   |                                       | → | {\displaystyle \mathrm {_{16}^{31}S} } + n + 1.459 МеВ (5 %)   |
|                                       |   |                                       | → | {\displaystyle \mathrm {_{14}^{30}Si} } + 2 p + 0.381 МеВ      |
|                                       |   |                                       | → | {\displaystyle \mathrm {_{15}^{30}P} } + d − 2.409 МеВ (5 %)   |
|                                       |   |                                       | → | {\displaystyle \mathrm {_{16}^{32}S} } + γ + 16.539 МеВ        |
|                                       |   |                                       | → | {\displaystyle \mathrm {_{12}^{24}S} } + 2 α − 0.393 МеВ       |
Загалом, основними продуктами ядерного горіння кисню є 28Si, 32,33,34S, 35,37Cl, 36,38Ar, 39,41K і 40,42Ca. З них на 28Si і 32S припадає близько 90 %. Кисень у ядрі зорі вичерпується за 0,01–5 років після початку його ядерного горіння (залежно від маси зорі та інших параметрів) — дуже швидко за астрономічними мірками. Процес горіння кремнію, що слідує далі, утворює залізо й нікель, які вже є найбільш міцно зв'язаними ядрами, нездатними реагувати далі з виділенням енергії для підтримки тиску в зорі.
Ядерне горіння кисню починається в ядрі зорі, а після вичерпання кисню в ядрі переходить в оболонку навколо ядра. В ядрі після цього може запалюватись ядерне горіння кремнію. Тим часом область ядерного горіння кисню рухається далі від ядра, а ще далі від центру зорі знаходяться неонова, вуглецева, гелієва та воднева оболонки зорі з відповідними реакціями ядерного горіння на границях цих оболонок.
Ядерне горіння кисню є останньою реакцією зоряного нуклеосинтезу, яка не відбувається через альфа-процес.